# Noni
Noni (Morinda citrifolia, L) är ett fruktträd som tillhör familjen måreväxter (Rubiaceae). Det förekommer naturligt i Sydostasien, och är fört till Polynesien av tidiga invandrare till dessa öar. Nonifrukten är en medicinalväxt, känd för att både smaka och lukta illa. Noni kallas för superfrukt i marknadsföringssyfte och innehåller flera bioaktiva ämnen inklusive iridoider, lignaner, kumariner, polysackarider, flavonoider, fettsyror och aminosyror.
Trädet namngavs av Carl von Linnés lärjunge Daniel Solander under hans resa med James Cook. Solander tog med sig en gren av trädet som numera kan beskådas på Naturhistoriska riksmuseet.